# نادي شباب الخيرات
نادي شباب الخيرات الرياضي هو فريق كرة قدم عراقي مقره في بغداد، يلعب في الدوري العراقي الدرجة الثالثة.

## روابط خارجية
- نادي شباب الخيرات على kooora.com